# Bruno Felipe de Oliveira
Bruno Felipe de Oliveira, meglio noto come Bruno Oliveira (Vinhedo, 1º febbraio 1998), è un calciatore brasiliano, centrocampista svincolato.

## Carriera
Cresciuto nel settore giovanile del Red Bull Brasil, nella prima parte della sua carriera ha militato nei campionati statali e nelle serie minori del campionato brasiliano, giocando in prestito con XV de Piracicaba, Grêmio Osasco e Caldense. Poco prima dell'inizio della stagione 2020 viene acquistato a titolo definitivo dal Grêmio Osasco, che a metà stagione lo cede al Caldense. Per la stagione 2021 viene prestato al Vitória, in Série B e nella stagione successiva passa con la stessa formula al Santos, in Série A, con cui debutta anche nella Coppa Sudamericana.

## Statistiche

### Presenze e reti nei club
Statistiche aggiornate al 27 giugno 2022.
| Stagione        | Squadra         | Campionato      | Campionato | Campionato | Coppe nazionali | Coppe nazionali | Coppe nazionali | Coppe continentali | Coppe continentali | Coppe continentali | Altre coppe | Altre coppe | Altre coppe | Totale | Totale |
| Stagione        | Squadra         | Comp            | Pres       | Reti       | Comp            | Pres            | Reti            | Comp               | Pres               | Reti               | Comp        | Pres        | Reti        | Pres   | Reti   |
| --------------- | --------------- | --------------- | ---------- | ---------- | --------------- | --------------- | --------------- | ------------------ | ------------------ | ------------------ | ----------- | ----------- | ----------- | ------ | ------ |
| 2019            | Grêmio Osasco   | A3/SP           | 13         | 3          |                 | -               | -               |                    | -                  | -                  |             | -           | -           | 13     | 3      |
| 2019            | Caldense        | D               | 6          | 1          |                 | -               | -               |                    | -                  | -                  |             | -           | -           | 6      | 1      |
| 2020            | Grêmio Osasco   | A3/SP           | 14         | 2          |                 | -               | -               |                    | -                  | -                  |             | -           | -           | 14     | 2      |
| 2020            | Caldense        | D               | 5          | 1          |                 | -               | -               |                    | -                  | -                  |             | -           | -           | 5      | 1      |
| 2021            | Caldense        | M1/MG           | 12         | 2          | CB              | 1               | 1               |                    | -                  | -                  |             | -           | -           | 13     | 3      |
| 2021            | Vitória         | B               | 30         | 2          | CB              | -               | -               |                    | -                  | -                  | CdN         | 2           | 1           | 32     | 3      |
| 2022            | Santos          | A1/SP+A         | 4+14       | 0          | CB              | 2               | 0               | CS                 | 3                  | 0                  |             | -           | -           | 23     | 0      |
| 2022-2023       | Seoul E-Land    | KL2             | 12         | 3          | CC              | 0               | 0               |                    | -                  | -                  |             | -           | -           | 12     | 3      |
| Totale carriera | Totale carriera | Totale carriera | 110        | 14         |                 | 3               | 1               |                    | 3                  | 0                  |             | 2           | 1           | 118    | 16     |